# Нестеренко Віталій Миколайович
Вітал́ій Микола́йович Нестере́нко (1983—2023) — український військовослужбовець, учасник російсько-української війни, Герой України (2024, посмертно).

## Життєпис
Народився 1983 року у місті Одеса; закінчив університет «Одеська морська академія». Був лідером юнацької команди з футболу ДЮСШ 7; кандидат у майстри спорту з боксу.
Працював у компаніях, які виконують міжнародні морські вантажні перевезення. 
Після повномасштабного вторгнення захищав Україну в лавах 126-ї ОБрТрО.
Був командиром розвідувального взводу у 222-му батальйоні.
Загинув 4 жовтня 2023 року поблизу села Козачі Лагері Херсонської області.
Без Віталія лишились мама Валентина Василівна, старший брат. Похований у селі Крижанівка Одеської області.

## Нагороди
- Звання Герой України з удостоєнням ордена «Золота Зірка» (28 червня 2024, посмертно) — за особисту мужність і героїзм, виявлені у захисті державного суверенітету та територіальної цілісності України, самовіддане служіння Українському народові[3].